# 富士フイルム ヘルスケアラボラトリー
株式会社富士フイルム ヘルスケアラボラトリー（ふじフイルム ヘルスケアラボラトリー）は、富士フイルムの関連会社で、化粧品やサプリメントの事業を展開している会社。本社所在地は東京都港区赤坂9-7-3。略称はFFHC。

## 概要
スキンケアを主な目的とした化粧品やサプリメントの製造・販売を行っている。商品の販売は小売店における店頭販売および通信販売によって行っている。通販では独自のキャンペーンを展開している。

## 商品

### 化粧品
化粧品シリーズのブランドは、「アスタリフト（ASTALIFT)」と「ナノフィルト（Nanofilt）」の2系統。
アスタリフト
主成分にアスタキサンチンを配合している。容器やパッケージの色は赤を基調としている。シリーズ名の由来はアスタキサンチンのほか「明日はもっと美しく」という意味が込められている。ローション、クリーム、美容液、乳液、ジェリー状“先行”美容液「ジェリー アクアリスタ」などがある。
ナノフィルト
スキンケアに有効な成分をナノ化して配合することをテーマにしたシリーズ。いくつかの商品は植物由来成分を配合。容器やパッケージの色は黄緑を基調としている。ローション、乳液、石鹸などがある。

### サプリメント
- メタバリア
- メタバリアNEO
メタバリアから改められたダイエット食品。メタボリック・シンドロームの予防効果。
- オキシバリア
活性酸素分解機能。
- グルコサミン＆コラーゲン
- コラーゲンドリンク10000
10000 mg のコラーゲンを配合。
- ホワイトシールドサプリメント（アスタリフトホワイトニングシリーズと共に2011年3月より発売開始）
- ホワイトシールドドリンク（2011年3月より発売開始）

2011年3月よりアスタリフトホワイトニングシリーズの発売を開始。